# Missoni (azienda)
Missoni S.p.A. è una casa di moda fondata nel 1953 da Ottavio Missoni e dalla moglie Rosita Jelmini.

## Storia
Ottavio Missoni, soprannominato "Tai", nacque nel 1921 a Ragusa (Croazia) in cui viveva una folta comunità italiana, di cui faceva parte il padre, all'epoca parte del Regno dei Serbi, Croati e Sloveni. Dopo la seconda guerra mondiale, Missoni aprì un laboratorio, insieme all'amico Giorgio Oberweger, per la realizzazione di capi sportivi in lana. La tuta "Venjulia", di sua ideazione, fu adottata dal team italiano durante i giochi olimpici del 1948 a Londra, a cui partecipava lo stesso Missoni. In questa occasione Ottavio Missoni conobbe Rosita Jelmini (1931-2025) in una famiglia di sarti di Golasecca, nella provincia di Varese.
I due si sposarono nell'aprile del 1953, ed aprirono una piccola officina di maglieria a Gallarate, non lontano dalla città di Rosita. Nel 1958 la loro prima collezione fu presentata a Milano, dal nome "Milano-Simpathy". Con il supporto di Anna Piaggi, editrice della rivista Arianna di Arnoldo Mondadori Editore, gli affari per i coniugi Missoni si avviarono verso il successo. Durante un viaggio a New York nel 1965, Rosita conobbe la stilista francese Emmanuelle Khanh, che portò ad una collaborazione dei due marchi, ed una nuova collezione moda l'anno successivo.
Nell'aprile del 1967 la popolarità di Missoni crebbe ulteriormente, quando furono invitati a presentare la nuova collezione a palazzo Pitti a Firenze. In quell'occasione si creò un piccolo scandalo dato che su suggerimento della Jelmini, le modelle sfilarono senza reggiseno perché del colore sbagliato. Sotto le luci dei riflettori, gli abiti più sottili si scoprirono trasparenti, rivelando i seni delle modelle. La giornalista Elsa Rossetti scrisse "Le idee di Missoni sono state le più estrose ed eccentriche della giornata", tuttavia i Missoni non furono invitati l'anno seguente, ma la pubblicità data dall'evento aumentò la popolarità del marchio, dando la possibilità a Missoni di aprire una nuova sede a Sumirago nel 1969. Missoni presentò la sua nuova collezione moda presso la piscina Solari di Milano, in una singolare sfilata acquatica, che gli varrà il premio "'Moda mare". Il marchio Missoni diventa celebre anche a Parigi, capitale della moda europea, dove Elle gli dedica una copertina.
Nell'aprile del 1969 la rivista Woman's Wear Daily dedica un intero servizio a Missoni, scrivendo "Missoni è in testa con uno degli abiti più peccaminosi fra quelli ispirati all'Art Déco". Grazie anche alla popolarità ricevuta dalla rivista Vogue, nel 1970 Missoni poté aprire la prima boutique negli Stati Uniti all'interno di Bloomingdale's. Nel corso degli anni settanta, il Chicago Tribune parla di Missoni nei termini di una "Maglia sensazionale in Italia. Colori che sono una rivelazione di bellezza naturale", mentre nel 1971 il New York Times arriva a dire "È quanto farebbe Chanel se fosse ancora viva, giovane e al lavoro in Italia". Nel novembre 1972 Woman's Wear Daily classifica i Missoni tra le venti potenze mondiali nel campo della moda ("Fashion Power del mondo"). Nel settembre 1973 i Missoni ricevono il Neiman Marcus Fashion Award, prestigioso premio della moda. Da metà anni settanta, la produzione si espande oltre che agli accessori moda e alla gioielleria anche alla biancheria per la casa e all'arredamento, mentre nuove boutique vengono aperte in Italia, Parigi, Germania, Giappone, medio oriente e New York.
Nel 1978 i 25 anni dell'attività vengono celebrati con una retrospettiva presso la Rotonda della Besana di Milano, che viene replicata due anni dopo al Whitney Museum of American Art di New York. Nel 1994 viene allestita a Firenze, ed in seguito a Milano Missonologia, mostra sul marchio, l'anno successivo è la volta di Ottavio e Rosita Story, mostra sulla vita dei coniugi Missoni organizzata nella nativa Gallarate ed infine nel 1996 altre due mostre vengono tenute in Giappone: la prima al Sazon Museum of Art, e la seconda e al Nagoya City Museum. Ancora capi Missoni sono esposti perennemente al Museum of Modern Art di New York, al Museum of Art di Dallas ed al Museum of Costum di Bath.
In seguito Ottavio Missoni ha mostrato maggior interesse in altri progetti, come disegnare i costumi per il teatro alla Scala di Milano mentre Rosita Jelmini negli anni novanta ha rivelato di aver perso interesse nella moda. Dal 1997 la guida della azienda è passata ai figli: Angela Missoni (nata nel 1958) direttore artistico, Vittorio Missoni (1954-2013) responsabile commerciale e Luca Missoni (1956) responsabile tecnico. Margherita Missoni (dopo aver fatto da testimonial per la campagna lancio del primo profumo) costituisce una sorta di ambasciatrice dell'azienda.
Nel 2003, Missoni celebra i 50 anni della maison con una sfilata di più di 100 modelli dell'archivio storico della maison. Nello stesso anno è ospite all'evento Life Ball a Vienna con una sfilata di più oltre 200 modelli. Nel 2007 debutta la nuova collezione al Pitti Immagine (Pitti Bimbo) di Firenze; l'anno successivo viene aperta la prima boutique di Londra in Sloane Street.
Nel 2009 apre il primo Hotel Missoni a Edimburgo, in licenza con Redizor SAS. Il design è curato personalmente da Rosita Missoni, in collaborazione con l'architetto Matteo Thun. Nel 2010 apre il primo flagship store a Los Angeles; il design dell'intero palazzo è opera della collaborazione tra Angela Missoni e Kinmoth-Monfreda e riceve il City of Beverly Hills Architectural Design Award. L'anno successivo apre il secondo Hotel Missoni a Kuwait City.
Nell'anno 2013 Angela Missoni ingaggia l'architetto e designer Patricia Urquiola per sviluppare un nuovo concept per le sue boutique, che verrà presentato per la prima volta nella rinnovata boutique di Milano. Nello stesso anno viene aperta la prima boutique indiana a Nuova Delhi.
Il 4 gennaio 2013 l'aereo da turismo su cui viaggiavano Vittorio Missoni (figlio di Ottavio) e la moglie, insieme ad altri due amici, scompare nel tratto di mare tra l'arcipelago di Los Roques e Caracas, in Venezuela.
Ottavio Missoni è morto nella notte fra l'8 e il 9 maggio 2013, all'età di 92 anni.
Nell'anno 2014 Giorgio Napolitano, Presidente della Repubblica Italiana, assegna a Rosita Missoni il titolo di Cavaliere del Lavoro, conferendo quindi per la prima volta questo titolo a due rappresentanti di una stessa azienda.
Nel 2014 alla Camera dei deputati viene conferito a Margherita Missoni, che ha studiato e vissuto a lungo negli Stati Uniti, il Premio America della Fondazione Italia USA.
Nel 2015 apertura della nuova boutique di Parigi al nuovo indirizzo Rue Saint-Honoré e cambio al vertice nell'incarico di direttore generale: entra Emilio Carbonera Giani al posto di Alberto Piantoni. Lo stesso anno Angela Missoni sceglie il premio Oscar, Paolo Sorrentino, per girare lo spot della nuova Eau de Parfum. Testimonial della campagna è Elisa Sednaoui, madrina della Settantaduesima edizione del Festival del Cinema di Venezia.
Con il 2016 Missoni lancia il progetto di residenze di lusso Missoni Baia, a Miami. Con il 2017 Angela Missoni fa vent'anni di guida artistica dell'azienda.
Nel giugno 2018 il Fsi (Fondo strategico italiano) entra nel capitale Missoni con una quota del 41,2% e un investimento di 70 milioni. Il controllo resta alla famiglia con il 58,8%. L'investimento di Fsi, il fondo a capitale pubblico in difesa del made in Italy, è destinato alla crescita aziendale con lo sviluppo nel canale retail, l'espansione in Cina e on line. Vicepresidente della Missoni, che di recente ha ripreso la seconda linea M Missoni finora data in licenza, diventa Michele Norsa, il manager che dopo l'esperienza alla Marzotto ha portato Valentino e Ferragamo in Borsa: si occuperà della strategia e farà da tutor alla terza generazione Missoni.
Dal 2018 al 2021 Margherita Missoni ha ricoperto l'incarico di direttore creativo.
Missoni ha sviluppato un concetto di maglieria artistica, lasciando ampio spazio alle trame e ai colori. Tra le creazioni iconiche c'è l'abito lungo di lana, che dà vita a una nuova moda haute bohemienne.
Il 2 gennaio 2025 muore Rosita Jelmini in Missoni.

## Marchi principali

Missoni - Principale linea del marchio, prêt-à-porter e alta moda maschile e femminile.
Missoni Kids - Linea di abbigliamento per i bambini.
M Missoni - Linea di abbigliamento prêt-à-porter femminile.

## Profumi
Di seguito un elenco incompleto dei profumi prodotti dall'atelier Missoni.
- Missoni per donna (dal 1982)
- Missoni Uomo per uomo (dal 1983)
- Molto Missoni per donna (dal 1990)
- Noi Missoni per donna (dal 1995)
- Missoni Acqua per donna (dal 2006)
- Missoni per donna (dal 2006)
- Missoni, Eau de Parfum (dal 2015)